# Aplectropus
Aplectropus is een geslacht van vlinders van de familie van de grasmotten (Crambidae). De wetenschappelijke naam van dit geslacht is voor het eerst voorgesteld door George Francis Hampson in een publicatie uit 1896. 
Dit geslacht is monotypisch, dat wil zeggen dat het maar één soort heeft namelijk Aplectropus leucopis Hampson, 1896